# Ibycter americanus
Il caracara golarossa (Ibycter americanus (Boddaert, 1783)) è un uccello della famiglia Falconidae, diffuso in America centrale e meridionale. È l'unica specie del genere Ibycter.

## Descrizione
Il caracara golarossa adulto possiede una colorazione del piumaggio umiformemente nero-bluastro, con una grossa chiazza bianca sul ventre che comprende anche cosce e, parzialmente, anche il sottocoda: il becco, corto ed adunco, e color ocra e gran parte di esso e costituito dalla cera azzurrina che ne ricopre la base; attorno agli occhi piccoli e bruni vi e un'ampia area color rosso mattone priva di piume che si allarga fino alla zona uditiva. La coda e conica e le zampe rosate, provviste di artigli adunchi adatti a lacerare la carne.

## Biologia
Il caracara golarossa è un rapace gregario

## Distribuzione e habitat
Vive nelle foreste subtropicali e tropicali dell'America centrale (Messico, Honduras, Guatemala, Costa Rica, Nicaragua e Panama) e del Sudamerica (Colombia, Guiana francese, Guyana, Suriname, Brasile, Ecuador e Perù).